# 李峰 (1925年)
李峰（1925年12月11日—2021年1月31日），笔名谈峰，河北藁城人，中国新闻工作者，曾任新华社国内部主任，半月谈杂志社编委会主任委员，中国新闻学院教授，第七、八届全国政协委员。

## 生平
1925年生于直隶省藁城县西关镇。幼时读小学，1940年2月参加革命，1941年6月加入中国共产党，1942年在冀中军区第4期摄影训练队学习，历任摄影干事、摄影股长、第十六军文工团副团长、第五兵团报道科副科长等职。1950年7月转业至新华社，历任西南总分社记者，鞍山分社组长和编委，总社财贸组长，国内部副主任、主任，新华社编委，中华全国新闻工作者协会理事等职。1980年代初主持创办《半月谈》杂志和《经济参考报》，分别任总编辑、副总编辑。1984年被评为“全国优秀新闻工作者”。1986年3月任《半月谈》杂志编委会主任委员。曾任国家新闻出版署特邀顾问，中国新闻学院教授、大连市管理干部学院教授。1998年离休。2021年1月31日在北京逝世。
著有《‘一厘钱’精神》《改革要唱进行曲》《让党委书记更有魅力》《技术政策要讲国情求实效》《放盐不多就能咸》等通讯文章，《热冷集》《击浪集》《名记者新闻作品选评--李峰专集》《李峰文集》等作品集。